# Ламбах (коммуна)
Ламбах (нем. Lambach) — ярмарочная коммуна (нем. Marktgemeinde) в Австрии, в федеральной земле Верхняя Австрия.
Входит в состав округа Вельс. Население составляет 3368 человек (на 31 декабря 2005 года). Занимает площадь 4 км². Официальный код — 41811.
В Ламбахе находится бенедиктинский монастырь, который был основан в 1056 году епископом Адальбером Вюрцбургским.

## Политическая ситуация
Бургомистр коммуны — Христине Оберндорфер (АНП) по результатам выборов 2003 года.
Совет представителей коммуны (нем. Gemeinderat) состоит из 25 мест.
- АНП занимает 12 мест.
- СДПА занимает 10 мест.
- АПС занимает 3 места.

## Фотографии

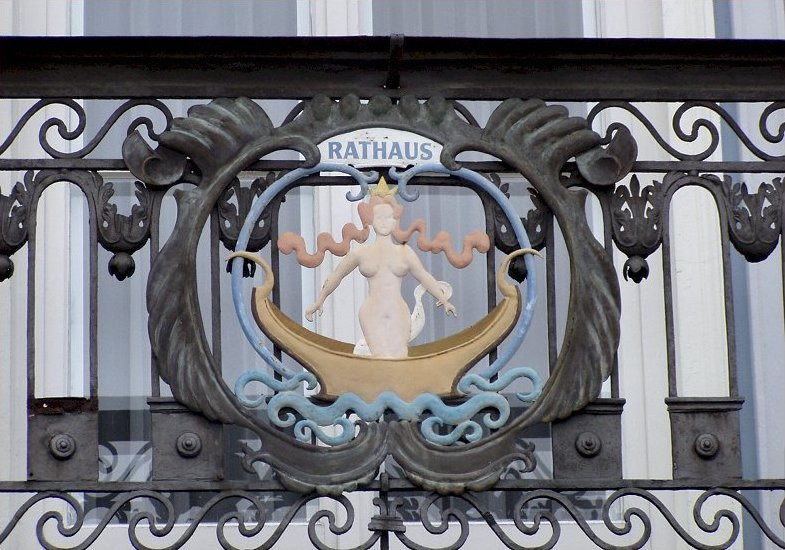
Ратуша
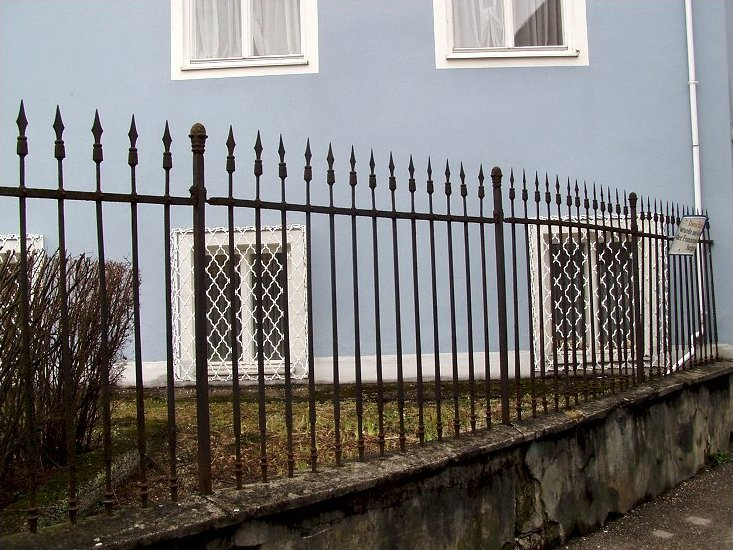
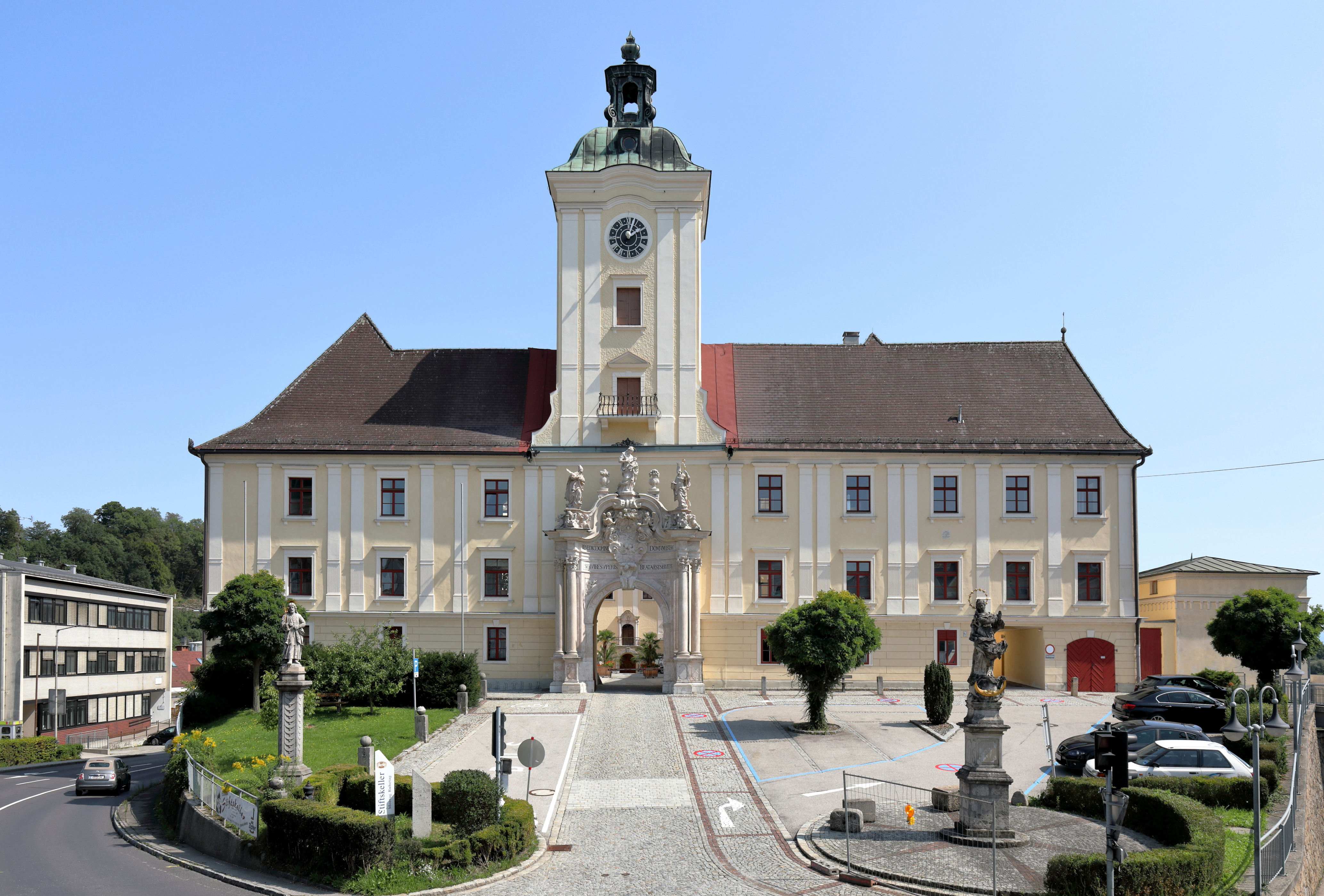
бенедиктинский монастыр
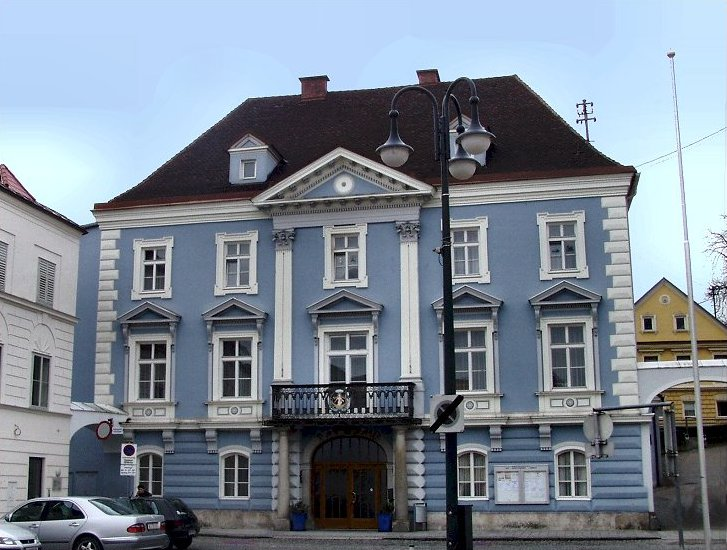
Ратуша
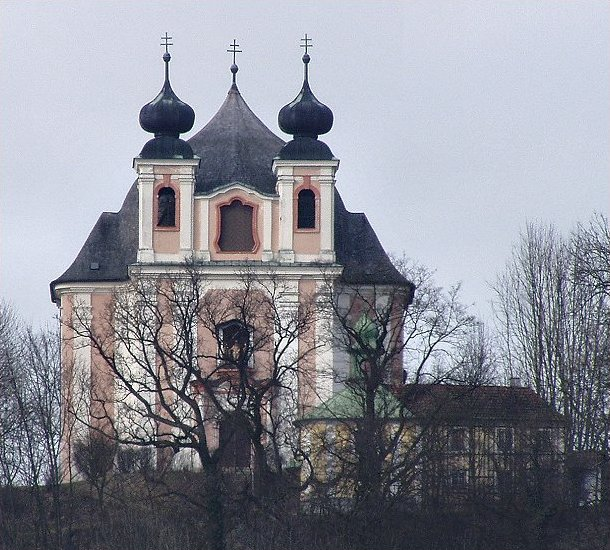
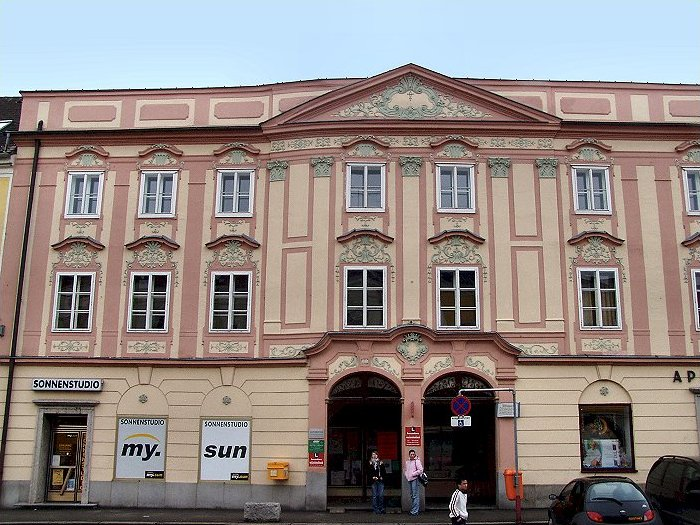
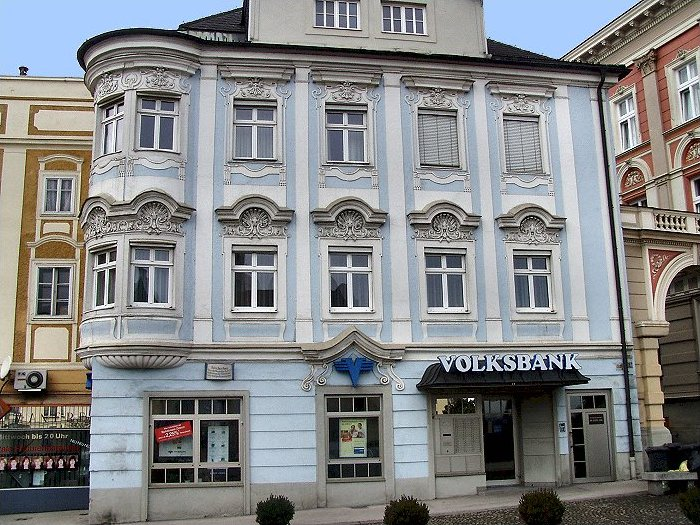